# Stenopsella fenestrata
Stenopsella fenestrata is een mosdiertjessoort uit de familie van de Gigantoporidae. De wetenschappelijke naam van de soort is, als Hippothoa fenestrata, voor het eerst geldig gepubliceerd in 1873 door Smitt.